# Il ricatto (miniserie televisiva)
Il ricatto è stata una miniserie televisiva italiana di genere poliziesco diretta da Tonino Valerii (2 episodi), Ruggero Deodato (2 episodi) e Vittorio De Sisti (un episodio), e trasmesso in cinque puntate da Canale 5 nella primavera del 1989.
Nel 1991 uscì il séguito dal titolo Ricatto 2 (Bambini nell'ombra).

## Trama
Il commissario Massimo Fedeli (Massimo Ranieri), operativo presso il nucleo di polizia postale di Napoli, si trova coinvolto in un'indagine su un'atroce esecuzione di matrice camorristica, avvenuta in un bar di un paese vesuviano.
Nel momento in cui riesce a scoprire qualcosa, suo fratello Vito (Luca De Filippo), sacerdote, viene barbaramente assassinato. Spinto da vendetta, grazie anche alla collaborazione del giudice Di Pola (Fernando Rey) e di un giornalista (Jacques Perrin), Fedeli riesce a districarsi in un complicatissimo intreccio tra malavita, prostituzione, droga, affari e politica, che lo porta fino a Milano, dove si ritrova faccia a faccia con una verità ancor più amara di quella che potesse immaginare.